# Badminton 1918
1918 stand im Badminton der Spielbetrieb durch den Ersten Weltkrieg nahezu vollständig still. Es wurden keine bedeutenden internationalen oder nationalen Wettkämpfe ausgetragen.

## Geboren
- Wong Peng Soon (* 17. Februar 1918), singapurischer Badmintonspieler
- Webster Kimball (* 21. Februar 1918), US-amerikanischer Badmintonspieler
- Teoh Seng Khoon (* 8. November 1918), malaysischer Badmintonspieler
- John Samis (* 15. November 1918), kanadischer Badmintonspieler[1]